# Eutelia dimidiata
Eutelia dimidiata là một loài bướm đêm trong họ Noctuidae.